# Elsa Respighi
Elsa Respighi, geb. Elsa Olivieri-Sangiacomo (* 24. März 1894 in Rom; † 17. März 1996 ebenda) war eine italienische Sängerin (Sopran), Komponistin und Opernregisseurin.

## Leben
Elsa Olivieri-Sangiacomo studierte Klavier bei Giovanni Sgambati, Harmonie und Kontrapunkt bei Remigio Renzi und Komposition bei Ottorino Respighi, den sie 1919 heiratete. Mit ihrem Mann als Klavierbegleiter unternahm sie in den folgenden Jahren zahlreiche Konzertreisen, auf denen sie auch Werke Ottorino Respighis zur Uraufführung brachte. Ihre eigene kompositorische Tätigkeit gab sie zugunsten der Karriere ihres Mannes weitgehend auf.
Nach Ottorino Respighis frühem Tod widmete sie sich intensiv der Pflege seines musikalischen Erbes. Sie veröffentlichte Bücher, organisierte Konferenzen, Aufführungen, Aufnahmen und Editionen seiner Musik, vollendete und transkribierte einzelne Werke und gründete in Venedig den Fondo Respighi zur Förderung der musikalischen Ausbildung in Italien. Zwei eigene Opern, die sie nach Ottorino Respighis Tod schrieb, blieben bis heute unaufgeführt.

## Werke

### Opern
- Fior di neve (1918)
- Il dono di Alcesti (1941)
- Samuray (1945)

### Sonstige Vokalwerke
- 3 Canzoni spagnole für Sopran und Orchester (1917)
- 4 liriche für Singstimme und Klavier (1918/19)
- Il pianto della Madonna für Sopran, Tenor, Chor und Orchester (1939)
- 3 Canti corali für Chor (1939)
- Preghiera di Santa Caterina für Mezzosopran und Kammerorchester (1943–48)

### Instrumentalwerke
- Serenata di maschere, sinfonische Dichtung für Orchester (1918)
- Suite di danze für Orchester (1919/20)
- Intermezzo romantico für Viola, Flöte, Harfe und Orchester (1942)

## Schriften
- Ottorino Respighi: Dati biografici ordinati. Mailand 1954.
- Cinquant’anni di vita nella musica (dal 1905 al 1955). Padua 1975.
- Mit Leonardo Bragaglia: Il teatro musicale di Respighi. Rom 1978.